# 長鱗龍屬
長鱗龍屬（學名：Longisquama）是種類似蜥蜴的爬行動物，生活於2億4200萬年到2億2800萬年前的三疊紀，在現今的吉爾吉斯斯坦地區。牠的化石是一個保存狀態差、不完整的化石，位在編號PIN 2548/4及PIN 2584/5的兩塊石板，還有5個標本（編號PIN 2584/7~9）具有可能是外皮的附著物。這些標本都存放在莫斯科的俄羅斯科學院內。
長鱗龍在不同的學者之間有不同的解釋，且是鳥類起源爭論的中心。對於一些學者來說，長鱗龍是冷血、可滑翔的原始鳥類（Proavis），並証明鳥類不是恐龍的後代。其他學者則認為牠只是躺在蕨類植物的蜥蜴。
長鱗龍的屬名意思是「長的鱗片」，意指正模標本有彷彿從背部皮膚上生長的長結構；種名則意指牠們的小體型。

## 長鱗片

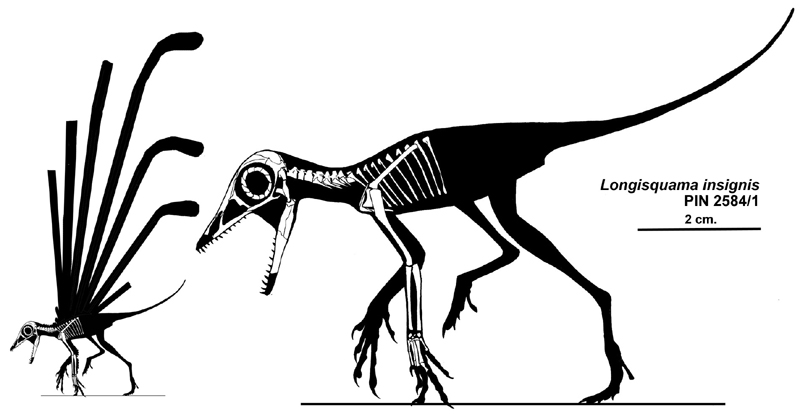
長鱗龍骨骼復原圖

長鱗龍的背上伸出一排類似羽毛的結構，不同的學者對此都有不同的解釋。正模標本（編號PIN 2584/4）的背部有7個類似羽毛的附著物，自背部延伸出來，但附著物末端沒有被保存下來。編號PIN 2584/9標本的背部則有5個條狀附著物，排列較為緊密。編號PIN 2584/6標本則有兩條彎曲的長條狀附著物，並排排列。編號PIN 2585/7、FG 596/V/1標本則只有一個長條附著物。這些條狀物長而狹窄，尾端朝後，外形類似曲棍球棒。長條附著物的垂直部分，中央有一條突起稜脊，兩側則是扁平片狀物。中央稜脊由突起皺褶、深空隙組成。長條附著物的末端部分，則是中央突起稜脊、後側片狀物的延伸。前側片狀物則消失在長條附著物的2/3位置，沒有延伸到末端部分。長條附著物的末端部分，呈現稜脊、溝痕互相排列。某些標本的條狀物中央稜脊是垂直的，某些標本則呈現S狀彎曲。編號PIN 2584/5標本的條狀物末端，則延伸出小型長刺。
根據早期理論，這些長條狀物被認為是種原始羽毛，而長鱗龍則可能是現代鳥類的早期近親。另有理論指出，這些長條狀物是獨自演化的特徵，並不代表長鱗龍、現代鳥類有接近親緣關係。Gerhard Heilmann在1927年提出，長鱗龍有可能是滑翔、冷血動物，而且是原始鳥類，代表鳥類起源於長鱗龍，而非起原於恐龍。在某些大眾讀物，仍列上長鱗龍可能是現代鳥類祖先的理論。

## 發現與簡述
在1987年，Haubold與Buffetaut提出這些結構其實是長鱗龍的鱗片，成對的附在身體的側面，像一對滑行膜。他們的長鱗龍重組，將這些結構描繪成類似滑翔蜥蜴（如飛蜥及孔耐蜥）的羽毛，可以讓牠滑翔，或至少可以降落。在2001年，大衛·安文（David Unwin）與麥可·班頓（Michael Benton）指它們其實是在背部中間單排的鱗片，類似雙冠蜥的背部褶邊。
在2000年，Jones等人則認為它們是兩排成對像羽毛的結構，附著身體的位置與鳥類脊骨羽毛相似。不過，羽毛發展專家理查·普蘭（Richard O. Prum）與Reisz、Suez則先後提出這些結構與羽毛非常不同，並認為是延長、絲帶狀的鱗片。
其他學者，例如Fraser在2006年指出，由於這些結構與長鱗龍的化石並沒有任何連繫，故相信它們只是與長鱗龍一同被保存下來的蕨類植物體。在2012年的研究，提出長鱗龍的長條狀物多以規律方式排列，而且沒有當地植物化石常見的碳痕跡，因此不可能是植物。在Madygen組地層的植物化石中，形狀最類似長鱗龍的長條狀物的是Mesenteriophyllum kotschnevii，但這植物的樹葉形狀，仍與長鱗龍的曲棍球條狀物不一樣。
大衛·彼德斯（David Peters）在2006年曾提出一個假設，指出長鱗龍的許多軟組織與遺失骨頭的痕跡，分散在標本的周圍，整個長鱗龍的遺骸均保存了下來，但是標本似乎因為拆成石板時而受到變化。不過這個假說卻倍受批評及爭議。

## 分類
長鱗龍的頭顱骨特徵亦同樣很難去鑑定，使牠被多次分類於蜥形綱的不同演化支。在1970年，Sharov最初基於長鱗龍的下頜孔及眶前孔，認為牠是屬於偽鱷亞目。在2000年，Jones等人2000年在研究長鱗龍的叉骨後，指出牠其實是主龍類。喬治·奧利舍夫斯基（George Olshevsky）支持長鱗龍是主龍類，甚至是種早期的恐龍。不過在2001年，大衛·安文與麥可·班頓提出不能藉由診斷長鱗龍的頭部洞孔來確定其分類，因為這些洞孔可能在化石化的過程中損壞。他們同意Sharov指長鱗龍有頜緣牙及間鎖骨，但卻視那叉骨為鎖骨。根據這些特徵，長鱗龍會是屬於鱗龍超目，而非鳥類近親的主龍類。

## 爭議
因為這些類似鳥類的結構，長鱗龍處於「鳥類是否從恐龍演化而來」爭論的中心。大多數的恐龍與鳥類研究者使用親緣分支分類法研究，認為鳥類從類似伶盜龍的衍化獸腳亞目恐龍演化而來。早期的獸腳亞目可能都是恆溫動物，並進化出簡易的纖細羽毛作保暖之用，而這些羽毛後來變得更大及複雜，適合空氣動力用途。這種說法一般都有化石證據支持（參有羽毛恐龍）。此陣營的科學家們通常認為長鱗龍是奇怪的雙孔亞綱動物，有特別的鱗片，不明的頭顱骨特徵，而其他類似鳥的特徵也被誤釋，這些特徵同樣可見於跟鳥類無關的物種，這是適應樹棲生活的後果，可見於現代樹棲動物變色龍，並非鳥類演化的成份。
然而，少數科學家則指出鳥類是從像蜥蜴的變溫動物演化而來，牠們最初生活於樹上，並且發展了長的鱗片來滑翔，後來更發展成正羽。牠們後來成為恆溫動物，並以羽毛保溫。這些學者認為長鱗龍是他們假說的完美表現，有著現今鳥類的羽毛及頭顱骨特徵，故類似長鱗龍的主龍形下綱動物必然是鳥類的祖先，而伶盜龍事實上就是鳥，而非恐龍。奧利舍夫斯基則認為鳥類從類似長鱗龍的祖先演化而來，而長鱗龍本身是種早期的獸腳亞目恐龍。大衛·彼德斯在2000年曾提出一個演化順序：Cosesaurus→沙洛維龍→長鱗龍→翼龍目。在2004年，麥可·班頓發現長鱗龍屬於鳥首龍目（Avicephala）：一個樹棲的古代爬行動物演化支。
這些爭論已經持續了30年之久，但最近有了新的轉折。在1983年，Martin提出手盜龍類並非鳥類的最接近祖先，而牠們兩者之間的相似處是趨同演化的結果。但在2004年，他被Hwang、馬克·諾瑞爾（Mark Norell）、季強、以及Keqin在2002年的研究所說服，手盜龍類的確是鳥類的近親。但他改為相信長鱗龍演化成為鳥類，而有些鳥類演化成不能飛行的手盜龍類。因此，Martin認為手盜龍類並非恐龍，而手盜龍類與恐龍的相似處則是因為趨同演化的結果。這個假設類似斯特芬·柯瑞克斯（Stephen Czerkas）在2002年，以及艾倫·費都加（Alan Feduccia）在2005年的研究。
長鱗龍仍可能擁有獨自發展的羽毛，且與恐龍演化成鳥類毫無關係。假如長鱗龍是種衍化的主龍類，甚至是鳥頸類主龍或恐龍，長鱗龍可能與較先進的恐龍擁有共同祖先，並從共同組先繼承羽毛或者原始羽毛。然而這很少人所接受。

## 外部連結
- A critique of Martin 2004 （页面存档备份，存于）
- A critique of Feduccia et al. 2005 （页面存档备份，存于）
- A newspaper article on newly discovered Longisquama plumes （页面存档备份，存于）
- See entry on "Theory of Bird Evolution" at Dinodata (registration required, free) （页面存档备份，存于）
- Image: the alleged featherfossil of Longisquama.